# Gauthier (Ontario)
Gauthier to gmina (ang. township) w Kanadzie, w prowincji Ontario, w dystrykcie Timiskaming.
Powierzchnia Gauthier to 88,36 km².
Według danych spisu powszechnego z roku 2001 Gauthier liczy 128 mieszkańców (1,45 os./km²).

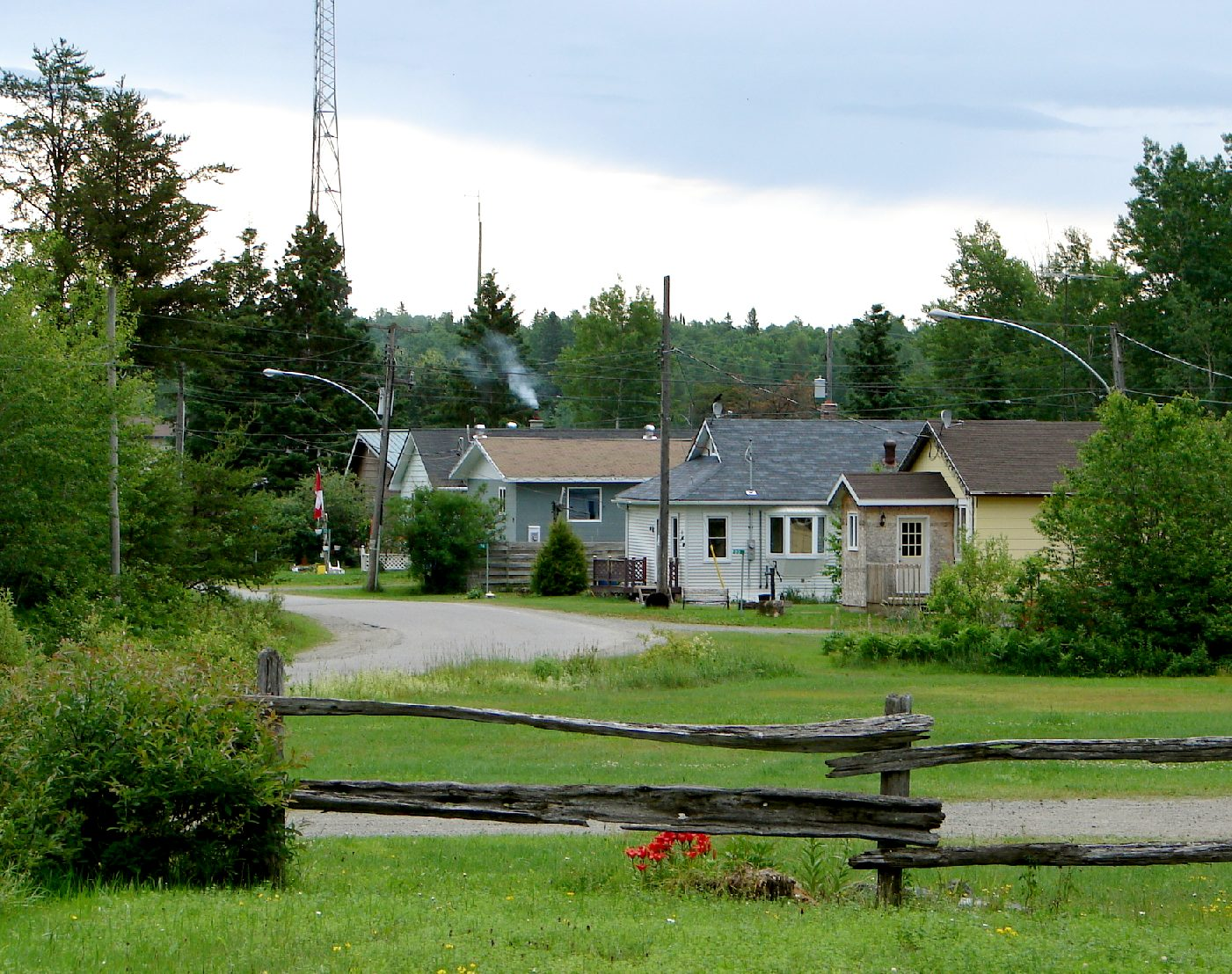
Dobie